# Arlette Marchal
Arlette Marchal, nata Lucienne Marie Marchal (Parigi, 29 gennaio 1902 – Parigi, 11 febbraio 1984), è stata un'attrice francese.

## Biografia
Dopo aver vinto un concorso di bellezza a Aix-les-Bains nel 1920, debuttò nel cinema nel 1922 con Mon p'tit. Seguì una stagione di successi in Francia e in Germania, da Aux jardins de Murcie (1923) a Schiava regina (1924) fino al debutto con la Paramount in Madame Sans-Gêne con Gloria Swanson e diretta dal suo mentore Léonce Perret.
Continuò a lavorare intensamente sia negli Stati Uniti che in Francia e in Germania. Nel luglio del 1928 sposò il regista Marcel De Sano ma divorziò nel 1933. Il suicidio dell'ex-marito, nel 1936, coincise con il suo parziale abbandono dello schermo per un periodo di attività nei teatri francesi. Tornò ancora al cinema nel 1939 per abbandonarlo definitivamente nel 1951 e dedicarsi con successo alla moda.
Nel 1976 fu insignita del titolo di cavaliere delle arti e delle lettere insieme a Charles Vanel, Victor Francen e Marie Bell.

## Filmografia
- Mon p'tit, regia di René Plaissetty (1922)
- Aux jardins de Murcie, regia di René Hervil e Louis Mercanton (1923)
- Sarati, le terrible, regia di René Hervil e Louis Mercanton (1923)
- Das Bildnis, regia di Jacques Feyder (1923)
- La Dame au ruban de velours, regia di Giuseppe Guarino (1923)
- Un coquin, regia di Giuseppe Guarino (1923)
- La Cabane d'amour, regia di Jeanne Bruno-Ruby (1923)
- Terreur, regia di Gérard Bourgeois e Edward José (1924)
- Schiava regina (Die Sklavenkönigin), regia di Michael Curtiz (1924)
- Un drame au Carlton-Club, regia di regia di Giuseppe Guarino (1924)
- Madame Sans-Gêne, regia di Léonce Perret (1925)
- Venetian Lovers, regia di Walter Niebuhr e Frank A. Tilley (1925)
- Una vendetta nel West (Born to the West), regia di John Waters (1926)
- The Cat's Pajamas, regia di William A. Wellman (1926)
- Diplomacy, regia di Marshall Neilan (1926)
- La Châtelaine du Liban, regia di Marco de Gastyne (1926)
- Forlorn River, regia di John Waters (1926)
- Preferite il primo amore (Blonde or Brunette), regia di Richard Rosson (1927)
- Ali (Wings), regia di William A. Wellman (1927)
- Hula, regia di Victor Fleming (1927)
- A Gentleman of Paris , regia di Harry d'Abbadie d'Arrast (1927)
- The Spotlight , regia di Frank Tuttle (1927)
- Die Frau von gestern und morgen, regia di Heinz Paul (1928)
- Die Dame mit der Maske, regia di Wilhelm Thiele (1928)
- Figaro, regia di Tony Lekain e Gaston Ravel (1929)
- La Femme rêvée, regia di Jean Durand (1929)
- Boudoir diplomatique, regia di Marcel De Sano (1931)
- Don Chisciotte, regia di Georg Wilhelm Pabst (1933)
- La Poule, regia di René Guissart (1933)
- Les Requins du pétrole, regia di Rudolph Cartier e Henri Decoin (1933)
- Il principe di Kainor (Le Petit Roi), regia di Julien Duvivier (1933)
- La Femme idéale, regia di André Berthomieu (1934)
- Toboggan, regia di Henri Decoin (1934)
- L'Auberge du Petit-Dragon, regia di Jean de Limur (1934)
- La Marche nuptiale, regia di Mario Bonnard (1935)
- Entente cordiale, regia di Marcel L'Herbier (1939)
- La legge del Nord (La Loi du nord), regia di Jacques Feyder (1939)
- Le journal tombe à cinq heures, regia di Georges Lacombe (1942)
- Padre Sergio (Le Père Serge), regia di Lucien Ganier-Raymond (1945)
- L'inafferrabile Primula Rossa (The Elusive Pimpernel), regia di Michael Powell e Emeric Pressburger (1950)
- ...e mi lasciò senza indirizzo (Sans laisser d'adresse), regia di Jean-Paul Le Chanois (1951)